# Tavekjaure (Jokkmokks socken, Lappland, 741180-169059)
Tavekjaure är en sjö i Jokkmokks kommun i Lappland och ingår i Luleälvens huvudavrinningsområde. Sjön har en area på 0,0685 kvadratkilometer och ligger 256,5 meter över havet.

## Delavrinningsområde
Tavekjaure ingår i det delavrinningsområde (741175-169266) som SMHI kallar för Utloppet av Messauremagasinet. Medelhöjden är 260 meter över havet och ytan är 105,83 kvadratkilometer. Räknas de 511 avrinningsområdena uppströms in blir den ackumulerade arean 11 142,49 kvadratkilometer. Avrinningsområdets utflöde Luleälven (Stora Luleälven) mynnar i havet. Avrinningsområdet består mestadels av skog (70 procent). Avrinningsområdet har 21,39 kvadratkilometer vattenytor vilket ger det en sjöprocent på 20,2 procent.